# Спартаній (Селемет)
«Спартаній» (рум. CSF Spartanii Selemet) — молдовський футбольний клуб з Селемет, заснований 2011 року.

## Історія
Клуб засновано в 2011 році під назвою «Спарта». До сезону 2015–16 років постійний учасник третього дивізіону. Відіграв два сезони в Дивізіоні В (2016–17). 26 березня 2018 року перейменовано на сучасну назву «Спартаній» та знову підвищився до Дивізіону В, де двічі посідав перше місце за підсумками змагань.
З сезону 2023–24 клуб виступає у Молдовський Суперлізі.

## Досягнення
- Дивізіон B

Переможець (2): 2015–16, 2018